# El tiempo es tan pequeño
El tiempo es tan pequeño es el cuarto álbum de estudio de la banda argentina de heavy metal O'Connor, publicado en 2004 por PELO.

## Lista de canciones
| N.º | Título                     | Duración |  |
| 1.  | «No te aflijas»            | 3:34     |  |
| 2.  | «Y pensar...»              | 4:13     |  |
| 3.  | «El tiempo es tan pequeño» | 5:10     |  |
| 4.  | «Te la dan»                | 3:25     |  |
| 5.  | «Sangre para el rey»       | 5:00     |  |
| 6.  | «Es tu ley»                | 3:41     |  |
| 7.  | «Yo aprendí de él»         | 4:51     |  |
| 8.  | «Deseo»                    | 4:39     |  |
| 9.  | «Alma seca»                | 4:48     |  |
| 10. | «Dijo dios»                | 4:13     |  |

## Créditos
O'Connor
- Claudio O'Connor - voz
- Alejandro Cota - guitarra
- Hernán García - bajo
- Pablo Naydón - batería

Músicos adicionales
- Lolo Micuchi - teclado y piano
- Cristina Monasterolo - violín
- Enrique Mogni - violín
- Esteban Bondar - viola
- Guillermo Mariconda - chelo

Producción
- Yamil Mijalovsky - asistente de grabación y mezcla
- Emiliano Cura - asistente de grabación y mezcla
- Santiago Román Díaz - asistente de edición
- César Clementino - edición de cuerdas y teclados
- Mario Breuer - masterización
- Andrés Vignolo - mánager
- Alberto Noya - asistente
- Gustavo Rafael Vila - vestuario
- El Fantasma de Heredia - arte de tapa